# New Hampshire

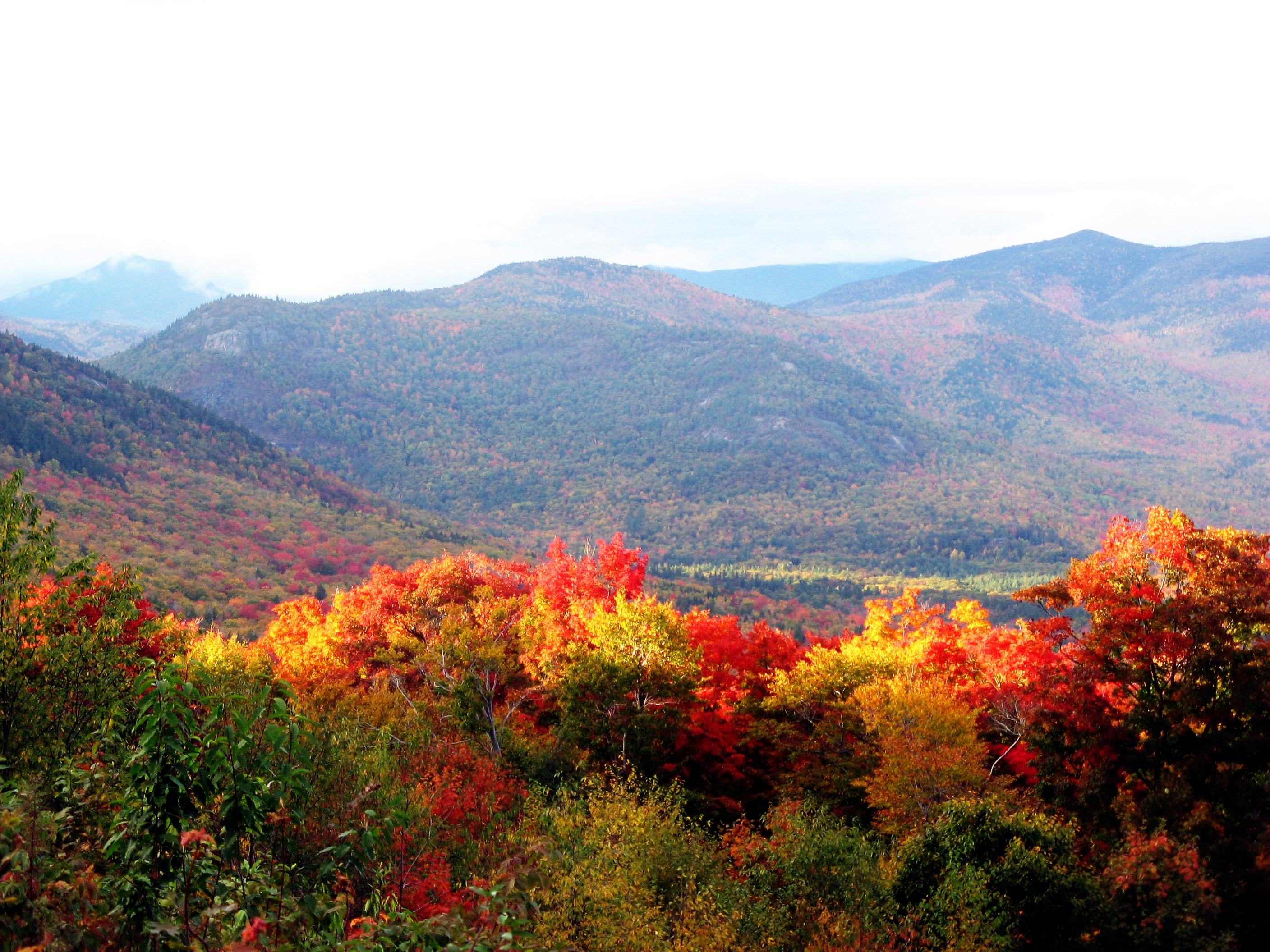

Statul New Hampshire (conform numelui originar, The State of New Hampshire) este un stat al Statelor Unite ale Americii situat în regiunea numită Noua Anglie (conform, New England) din nord-estul Statelor Unite. Statul este al 46-lea din cele 50 de state ca suprafață și al 41-lea ca populație. New Hampshire este una din cele 13 colonii care s-au răsculat contra Marii Britanii, fiind în același timp unul din cele 13 state originare care au fondat Statele Unite. Prin semnarea Constituției SUA la 25 iunie 1788, statul New Hampshire a fost nu numai cel de-al nouălea stat semnatar al acesteia, dar și semnatarul care a determinat existența efectivă a Uniunii, care urma să devină operativă doar dacă pragul critic de 2/3 (a se vedea că 8/13 < 2/3 < 9/13) va fi fost atins. Cu excepția statului Vermont (a se vedea Vermont Republic și Constituția Republicii Vermont), New Hampshire a fost primul stat al SUA care să aibă propria sa constituție. 
New Hampshire este faimos și din punct de vedere politic, întrucât alegerile preliminare prezidențiale pornesc un nou ciclu în acest stat. Este interesant de remarcat că rezultatele acestor alegeri preliminare sunt de cele mai multe ori decisive pentru stabilirea ulterioară a parametrilor alegilor prezidențiale naționale. Nu este de mirare atenția internațională acordată acestora. 
Plăcuțele de înmatriculare a vehiculelor înregistrate în acest stat conțin faimosul motto al statului, "Live free or die" (Trăiește liber sau mori). Numele de alint al statului este "Statul granitului" sau "Statul de granit" (conform originalului, "The Granite State"), care se referă atât la geologia sa cât și la lunga sa tradiție de a fi independent economic, financiar și din multe alte puncte de vedere. Alte "porecle" există de asemenea, dar sunt rareori folosite . Statul New Hampshire este cunoscut pentru a fi statul originar pentru numeroși lideri care au devenit personalități marcante după mutarea la Boston ori în New York City, printre care pot fi incluși Senatorul Daniel Webster, editorul Horace Greeley și Mary Baker Eddy, fondatoarea mișcării religioase Christian Science.  
Petrecerea timpului liber în New Hampshire este legată mai ales de activități caracteristice a diferitelor sezoane, așa cum ar fi schiul iarna, curse de motociclete vara (Loudon Classic este cea mai lungă cursă de motociclete din SUA) și observarea modificărilor cromatice ale pădurilor de foioase primăvara și toamna. 

## Demografie

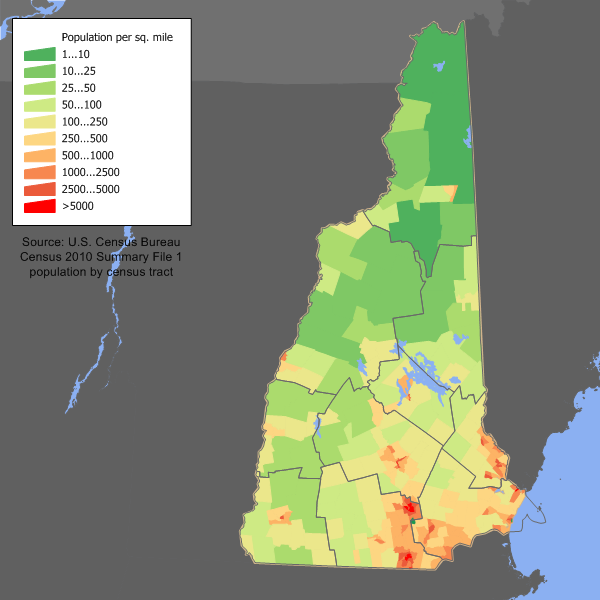
Densitatea populației statului New Hampshire

### 2010
Populația totală a statului în 2010: 1,316,470 
Structura rasială în conformitate cu recensământul din 2010:
- 93.9% Albi (1,236,050)
- 1.1% Negri (15,035)
- 0.2% Americani Nativi (3,150)
- 2.2% Asiatici (28,407)
- 0.0% Hawaieni Nativi sau locuitori ai Insulelor Pacificului (384)
- 1.6% Două sau mai multe rase (21,382)
- 0.9% Altă rasă (12,062)
- 2.8% Hispanici sau Latino (de orice rasă) (36,704)